# Arturo Vélez Martínez
Arturo Vélez Martínez (* 10. September 1904 in Atlacomulco, Bundesstaat México, Mexiko; † 22. August 1989) war Bischof von Toluca.

## Leben
Arturo Vélez Martínez empfing am 29. Juni 1934 das Sakrament der Priesterweihe.
Am 8. Februar 1951 ernannte ihn Papst Pius XII. zum Bischof von Toluca. Der Erzbischof von Mexiko-Stadt, Luis María Martínez y Rodríguez, spendete ihm am 11. April desselben Jahres die Bischofsweihe; Mitkonsekratoren waren der Bischof von Zamora, José Gabriel Anaya y Diez de Bonilla, und der Erzbischof von Monterrey, Guillermo Tritschler y Córdoba.
Am 21. September 1979 nahm Papst Johannes Paul II. das von Arturo Vélez Martínez aus Altersgründen vorgebrachte Rücktrittsgesuch an.